# Runka

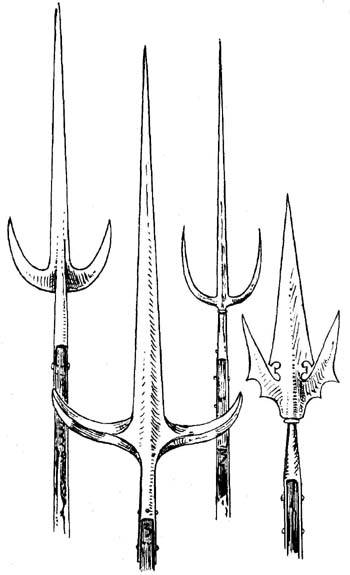
Od lewej: trzy pierwsze to typy XVI-wiecznych runek, czwarty egzemplarz to tzw. korseka palmata.

Runka – broń drzewcowa spokrewniona z spisą friulską oraz korseką, o żeleźcu trójdzielnym, podobnym do trójzęba, z długim grotem pośrodku i dwoma kolcami bocznymi, odgiętymi księżycowato do góry. Runka wywodzi się z Włoch, w zachodniej Europie upowszechniła się w XVI i XVII wieku.